# Caractéristique aréale
En géolinguistique, les caractéristiques aréales sont des éléments partagés par les langues ou les dialectes d'une zone géographique, en particulier lorsque ces caractéristiques ne descendent pas d'un ancêtre commun ou d'une proto-langue. Une caractéristique aréale est contrastée avec une relation génétique déterminée par une similarité au sein de la même famille linguistique. Des caractéristiques peuvent se diffuser d'une langue dominante vers les langues voisines (voir « sprachbund »).
Les relations génétiques sont représentées dans le modèle de l'arbre (en) du changement de langue, et les relations spatiales sont représentées dans la théorie des vagues.

## Caractéristiques
Il a été observé que les ressemblances entre deux ou plusieurs langues (que ce soit en termes de typologie ou de vocabulaire) résultent de plusieurs mécanismes, qui incluent notamment la relation généalogique linguistique (descendance d'une langue ancestrale commune, non principalement liée à la génétique biologique) ; l'emprunt entre langues ; la conservation de caractéristiques lorsqu'une population adopte une nouvelle langue ; et la coïncidence fortuite. Lorsque peu ou pas de documentation directe sur les langues ancestrales est disponible, il peut être difficile de déterminer si la similitude est génétique ou simplement spatiale. Edward Sapir a notamment utilisé les preuves de contact et de diffusion comme un outil négatif pour la reconstruction génétique, les traitant comme un sujet à part entière seulement à la fin de sa carrière (par exemple, pour l'influence du tibétain sur le tokharien).

## Principaux modèles
En 2007, William Labov a réconcilié les modèles d'arbre et d'onde dans un cadre général basé sur les différences entre les enfants et les adultes dans leur capacité d'apprentissage des langues. Les adultes ne conservent pas les caractéristiques structurelles avec une régularité suffisante pour établir une norme dans leur communauté, mais les enfants le font. Les caractéristiques linguistiques se diffusent sur une zone par les contacts entre adultes. Les langues se divisent en dialectes et de là en langues apparentées par le biais de petits changements au cours des processus d'apprentissage des enfants qui s'accumulent au fil des générations, et lorsque les communautés linguistiques ne communiquent pas (fréquemment) entre elles, ces changements cumulatifs divergent. La diffusion des caractéristiques spatiales repose en grande partie sur des changements phonétiques de bas niveau, tandis que la transmission du modèle arborescent inclut en outre des facteurs structurels tels que « le conditionnement grammatical, les limites des mots et les relations systémiques qui entraînent le changement de chaîne » Diffusion of areal features for the most part hinges on low-level phonetic shifts, whereas tree-model transmission includes in addition structural factors such as "grammatical conditioning, word boundaries, and the systemic relations that drive chain shifting".
.

## Sprachbund(aire linguistique)
Dans certaines régions à forte diversité linguistique, un certain nombre de caractéristiques spatiales se sont répandues dans un ensemble de langues pour former un sprachbund (également appelé aire linguistique, aire de convergence ou aire de diffusion). Quelques exemples en sont le sprachbund des Balkans, la zone linguistique de l'Asie du Sud-Est continentale (en) et les langues du sous-continent indien.

## Exemples

### Phonétique et phonologie
- Propagation du R guttural de l'allemand ou du français vers plusieurs langues d'Europe du Nord.
- Contraste entre /ɫ/ et /lʲ/ dans les langues slaves, baltes et turques d'Asie centrale.
- Développement d'un système à trois tons sans tons dans les mots se terminant par -p, -t, -k, suivi d'une séparation des tons et de nombreuses autres similitudes phonétiques dans la zone linguistique de l'Asie du Sud-Est continentale (en).
- Présence de consonnes rétroflexes dans les familles bourouchaski[6], nouristanie[7],[8], dravidienne, munda[8], et indo-aryenne d'Asie du Sud.
- Apparition de consonnes à clics dans plusieurs langues d'Afrique australe, y compris quelques langues bantoues
- Absence de fricatives dans les langues australiennes.
- Utilisation des consonnes éjectives et aspirées dans les langues du Caucase.
- Prévalence des fricatives et des affriquées éjectives et latérales dans le nord-ouest du Pacifique en Amérique du Nord.
- Développement d'une voyelle arrondie antérieure fermée dans le dialecte béarnais de l'occitan et le dialecte souletin du basque.
- Absence de [w] et la présence de [v] dans de nombreuses langues d'Europe centrale et orientale.
- Absence de consonnes nasales dans les langues du Puget Sound et de la péninsule Olympique.
- Absence de [p] mais la présence de [b] et de [f] dans de nombreuses langues d'Afrique du Nord et de la péninsule arabique.
- Présence d'un contraste de sonorité sur les fricatives, par exemple [s] contre [z] en Europe et en Asie du Sud-Ouest.
- Présence d'une isoglosse entre les dialectes avec et sans /y/ phonémique en Europe traversant la frontière entre les continuums dialectaux romans et germaniques.

### Morphophonologie
- Modèles d'alternance vocalique dans les réduplicatifs[9].

### Syntaxe
- Tendance dans une grande partie de l'Europe à utiliser un verbe transitif (par exemple « j'ai ») pour la possession, plutôt qu'une construction dative possessive telle que mihi est (latin : « pour moi est ») qui est plus probablement la construction possessive originale en proto-indo-européen, compte tenu de l'absence d'une racine commune pour les verbes « avoir ».
- Développement d'un aspect parfait en utilisant « avoir » + participe passé dans de nombreuses langues européennes (romanes, germaniques, etc.). (Le latin habeo et le germanique haben utilisés pour ce point et le précédent ne sont en fait pas étymologiquement liés.)
- Un aspect parfait utilisant « être » + participe passé pour les verbes intransitifs et pronominaux (avec accord du participe), présent en français, en italien, en allemand, dans l'espagnol et le portugais anciens, et dans les stades plus anciens de l'anglais.
- Article postposé, évitement de l'infinitif, fusion du génitif et du datif et formation du nombre superessif dans certaines langues des Balkans.
- Propagation d'un ordre de mots à verbe final dans les langues austronésiennes de Nouvelle-Guinée.
- Un système de classificateurs/mots de mesure dans la zone linguistique de l'Asie du Sud-Est continentale.

### Sociolinguistique
- Utilisation du pronom pluriel comme mot poli pour vous dans une grande partie de l'Europe (distinction tu-vous).